# یوگسلاو
یوگسلاو عنوانی است ساخته شده برای اشاره به اتحادیه اسلاوهای جنوبی، که معمولاً در دو عرصه معنایی، یکی قومیتی و دیگر اشاره به شهروندان یوگسلاوی از آن استفاده شده است. طرفداران هویت یوگسلاو در تاریخ، چه فرهنگی و چه سیاسی، این هویت را برای تمامی مردمان میراث دار اسلاوهای جنوبی، شامل ساکنان بوسنی و هرزگوین، بلغارستان، کرواسی، مونته‌نگرو، صربستان و مناطق در مناقشه کوزوو، اسلوونی و جمهوری مقدونیه. تلاش‌هایی برای وارد کردن بلغارستان به یوگسلاوی صورت گرفت که ناموفق بود.
در معنای قومیتی، یوگسلاو شخصی است که خود را منحصراً یوگسلاو بداند و هیچ هویت قومیتی دیگری برای خود قائل نباشد. یوگسلاو همچنین به معنای ملیت چند قومیتی یوگسلاوی که شامل هویت‌های قومی-قبیله‌ای مانند کروات، صرب و ... درش می‌شد نیز به کار برده می‌شد.
در جمهوری فدرال سوسیالیستی یوگسلاوی در نوشته‌های رسمی، برای اشاره به معنای قومیتی یوگسلاو، آن را در میان کوتیشن قرار می‌دادند، تا از یوگسلاو به معنای شهروند یوگسلاوی تمیز داده شود. کمی پس از فروپاشی یوگسلاوی بسیاری از کسانی که خود را از لحاظ قومتی یوگسلاو می‌دانستند دوباره به هویت‌های قومی سنتی شان یعنی صرب، کروات، بوسنیایی و ... بازگشتند و گروه کوچک باقی‌مانده بر هویت یوگسلاو نیز توسط دولت‌های جدید به رسمیت شناخته نشدند. بعضی نیز تلاش کردند که به هویت‌های منطقه‌ای بازگردند، به خصوص در مناطق چند قومی تاریخی مانند ایستریا، وویوودینا و بوسنی. با این همه هنوز هم بسیاری از عنوان یوگسلاو استفاده می‌کنند.

## نگارخانه